# Грабовське
Грабо́вське (до 09.07.1964 року — Пушка́рне) — село в Україні,  у Краснопільській селищній громаді Сумського району Сумської області. Населення становить 724 осіб.

## Географія
Село Грабовське знаходиться на правому березі річки Санок, недалеко від її витоків, нижче за течією на відстані 6 км розташоване село Почаєво (Бєлгородська область), на протилежному березі — село Старосілля (Бєлгородська область).
Село розташоване за 21 км від районного центру (проходить автошляхом місцевого значення та Р45) і залізничної станції Краснопілля.
За декілька кілометрів від села розташована залізнична станція Пушкарне, на якій діє пункт контролю Пушкарне—"Ілек-Пеньковка" (Красноярузький район, Бєлгородська область, Росія) у напрямку Красної Яруги.
За п'ять кілометрів на північ від с. Грабовське розташована найвища точка Сумської області — 246,2 м над рівнем моря.

## Історія
Село вперше згадується у 1682 році.
За даними на 1864 рік у казенній слободі Охтирського повіту Харківської губернії мешкало 1945 осіб (960 чоловічої статі та 985 — жіночої), налічувалось 90 дворових господарств, існувала православна церква, відбувались 2 щорічних ярмарки та базари.
Станом на 1914 рік село відносилось до Ряснянської волості, кількість мешканців зросла до 7661 особи.
12 червня 2020 року, відповідно до розпорядження Кабінету Міністрів України № 723-р «Про визначення адміністративних центрів та затвердження територій територіальних громад Сумської області», село увійшло до складу Краснопільської селищної громади.
19 липня 2020 року, в результаті адміністративно-територіальної реформи та ліквідації Краснопільського району, увійшло до складу новоутвореного Сумського району.

#### Російське вторгнення в Україну (з 2022)
24 червня 2024 року за інформацією ОК «Північ» населений пункт зазнав обстрілів з боку російського агресора. Зафіксовано 7 вибухів, ймовірно міномет 120 мм.
14 липня 2024 року село обстріляли російські агресори. Зафіксовано 3 вибухи, ймовірно ствольна артилерія 122 мм.
22 серпня 2024 року від обстрілів російської артилерії постраждали населені пункти Бачівськ, Рудак, Нововасилівка, Чернацьке, Порозок, Славгород, Карповичі, Грабовське та Покровка. Про це повідомили повідомили в Генштабі ЗСУ у зведенні о 16.00.     

## Відомі люди
Уродженцем Пушкарного є український письменник Грабовський Павло Арсенович. 1964 року на вшанування його пам'яті село перейменовано. Тут відкрито музей і встановлено пам'ятник видатному землякові.
В поселенні також народилися:
- Богатир Тимофій Кирилович (1905—1977) — начальник Управління гідрометслужби Української РСР.
- Наумов Сергій Олександрович (1958) — український історик.